# José Jiménez Delgado
José Jiménez Delgado (Corella, 1 de mayo de 1909-Calatayud, 9 de enero de 1989) fue un latinista, profesor y sacerdote claretiano español.

## Biografía
Nació en Corella (Navarra) el 1 de mayo de 1909. Ingresó en los claretianos en 1925 y fue ordenado sacerdote en 1932. Se licenció en filología clásica en 1943 por la Universidad de Barcelona. Ejerció de profesor de esta materia en la Universidad Pontificia de Salamanca y también de Humanidades en la Universidad de Toledo. Fue vicepresidente segundo de la Sociedad Española de Estudios Clásicos. En cuanto a su obra, la mayor parte la escribió en latín. Tradujo y anotó De vini commoditatibus libellus («Las ventajas del vino») del médico corellano del siglo xvi Alfonso López de Corella. Falleció en Calatayud el 9 de enero de 1989.